# 貝島桃代

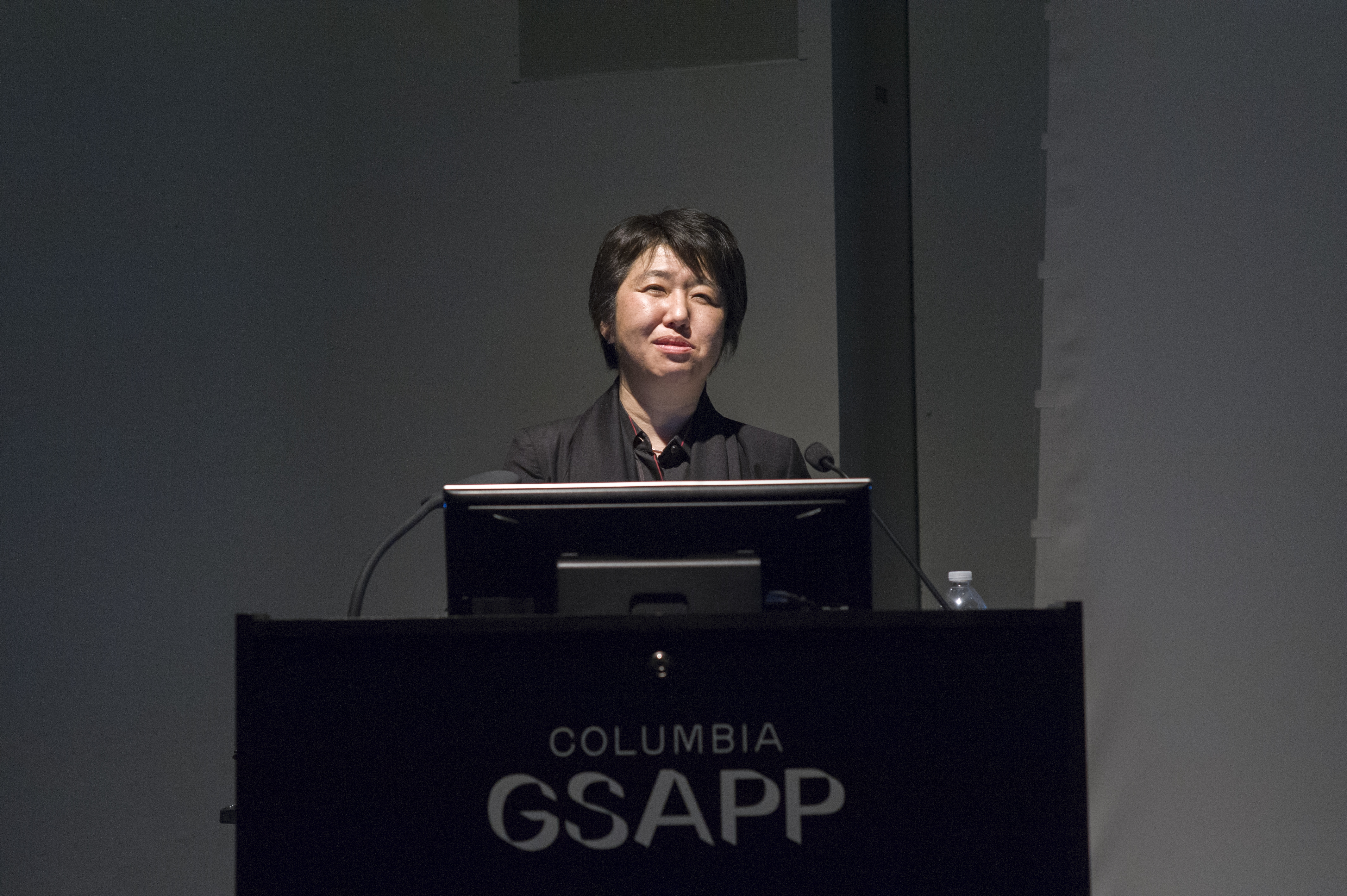
コロンビア大学建築学部（GSAPP）にて（2017年）

貝島 桃代（かいじま ももよ、1969年 - ）は、日本の建築家。スイス連邦工科大学チューリッヒ校正教授。アトリエ・ワン共同主宰。建築家の塚本由晴は夫。

## 人物・経歴
東京都新宿区四谷出身。1991年日本女子大学家政学部住居学科卒業。1992年塚本由晴とアトリエ・ワンを設立。1994年東京工業大学（のちの東京科学大学）大学院理工学研究科建築学専攻修士課程修了、修士（工学）。1996年から97年までスイス連邦工科大学チューリッヒ校奨学生。2000年東京工業大学大学院理工学研究科建築学専攻博士課程満期退学、筑波大学芸術系講師。
2003年ハーバード大学大学院客員教授。2004年筑波大学大学院人間総合科学研究科講師。2005年スイス連邦工科大学チューリッヒ校客員教授。2008年クイーンズランド大学非常勤教授。2009年筑波大学芸術系准教授。2011年デンマーク王立アカデミー客員教授。2012年RIBA International Fellowship。2013年筑波大学附属病院のアートをつくる会議リーダー。
2014年ライス大学客員教授。2015年デルフト工科大学客員教授。2016年ハーバード大学大学院客員教授。2017年コロンビア大学客員教授。同年スイス連邦工科大学チューリッヒ校教授。2018年第16回ヴェネチア・ビエンナーレ国際建築展日本館キュレーター。2021年スイス連邦工科大学チューリッヒ校正教授、砂沼サンビーチ跡地活性化協議会座長。2022年ウルフ賞芸術部門受賞。

## 親族
建築家の塚本由晴は夫。

## 著書
- 『メイド・イン・トーキョー』（黒田潤三, 塚本由晴と共著）鹿島出版会 2001
- 『建築からみたまちいえたてもののシナリオ』INAX出版 2010
- 『建築はどこにあるの？７つのインスタレーション』（塚本由晴と共著）東京国立近代美術館 2010
- 『北本らしい”顔”の駅前つくりプロジェクト本』（塚本由晴と共著）北本らしい”顔”の駅前つくり実行委員会 2011
- 『JA85住宅の系譜 アトリエ・ワンの全42住宅』（塚本由晴と共著）新建築社 2012